# Iara de Mureș
Iara de Mureș (węg. Marosjára) – wieś w Rumunii, w okręgu Marusza, w gminie Gornești. W 2011 roku liczyła 325 mieszkańców.